# Vălcani
Vălcani es una comuna ubicada en el distrito de Timiș, Rumania.

## Superficie
Posee una superficie de 61,98 kilómetros cuadrados.

## Demografía
Hasta 2021 la población era de 1225 habitantes, con una densidad de población de 19,76 habitantes por kilómetro cuadrado.